# 张文朴
张文朴（1927年—），生于北京，中华人民共和国政治人物、外交官。
1986年，接替余湛，担任中华人民共和国驻加拿大大使。1990年，由温业湛接任。
父亲张奚若，曾任中华人民共和国教育部长。